# Lillian Albertson
Lillian Albertson (ur. 6 sierpnia 1881 w Noblesville, zm. 24 sierpnia 1962 w Los Angeles) – amerykańska aktorka filmowa i telewizyjna.